# Бардем, Хуан Антонио
Хуа́н Анто́нио Барде́м (исп. Juan Antonio Bardem; 2 июня 1922[…] или 12 июня 1922, Мадрид — 30 октября 2002[…], Мадрид) — испанский кинорежиссёр и сценарист. Наиболее известен благодаря своему фильму «Смерть велосипедиста», который получил приз ФИПРЕССИ на Каннском кинофестивале 1955 года.
Сын актёров Рафаэля Бардема и Матильды Муньос Сампедро. Брат Пилар Бардем и дядя Карлоса и Хавьера Бардемов.

## Биография
В 1948 году Хуан Антонио Бардем поступил в Институт кинематографии, где познакомился и сдружился с кинорежиссёром Луисом Гарсия Берлангой. Вместе они сняли несколько картин.

## Избранная фильмография
- 1951 — Эта счастливая пара / Esa pareja feliz (совместно с Луисом Гарсия Берланга)
- 1954 — Комедианты / Cómicos
- 1954 — Счастливого рождества / Felices pascuas
- 1955 — Смерть велосипедиста / Muerte de un ciclista
- 1956 — Главная улица / Calle Mayor (премия ФИПРЕССИ на Венецианском МКФ, Премия Св. Георгия)
- 1957 — Месть / La venganza (номинация на Премию «Оскар» за лучший фильм на иностранном языке 1958)
- 1959 — Сонаты / Sonatas
- 1962 — Невиновные / Los inocentes (номинация на Золотого медведя Берлинского МКФ)
- 1963 — Ничего не происходит / Nunca pasa nada
- 1965 — Механическое пианино / Los pianos mecánicos
- 1968 — Последний день войны / El último día de la guerra
- 1971 — Варьете / Varietés
- 1973 — Совращение Крис Миллер / La corrupción de Chris Miller
- 1973 — Таинственный остров / La isla misteriosa (мини-сериал, совместно с Анри Кольпи)
- 1976 — Конец недели / El puente
- 1979 — Семь дней в январе / Siete días de enero (фильм о террористическом акте испанских ультраправых в 1977 году, Золотой приз Московского МКФ)
- 1981 — Предупреждение (болг. Предупреждението, нем. Die Mahnung) производства Болгарии, ГДР и СССР
- 1987 — Лорка, смерть поэта / Lorca, muerte de un poeta (мини-сериал, шесть серий)
- 1993 — Молодой Пикассо / El joven Picasso (мини-сериал)
- 1997 — Окончательный результат / Resultado final